# Кемп (естетика)
Кемп (англ. camp) — у некласичній естетиці специфічний витончений естетський смак і спеціально культивована чутливість, що лежить в його основі. Кемп також розуміють як соціальні та культурні стиль та чуттєвість, і за такого розгляду зазвичай пов'язують із гей-субкультурою. Для кемпу характерні підвищена театральність, любов до штучності, перебільшеність до гротеску, деяка вульгарність, естетизм, антиномічне поєднання гри та серйозності. Естетика кемпу є прикладом того, як у культурі постмодерну набувають нового змісту класичні категорії піднесеного і низького, прекрасного і потворного: якщо високе мистецтво передбачає красу й цінність, то кемп потребує насамперед сміливості, жвавості та динаміки, протиставляє себе задоволеності, маючи метою виклик.
Кемп почав набувати популярності в 1960-х роках. До нього відносяться такі режисери як Джордж і Майк Кучари, Джек Сміт, Енді Воргол, Джон Вотерс («Рожеві фламінго», «Лак для волосся», «Поліестер»). Відомі виконавці, що використовують естетику кемпу — Баррі Гамфріс (в образі дами Едни Еверейдж), Дівайн, Ру Пол і Лібераче. Поширився в 1980-х із прийняттям постмодерністських поглядів на мистецтво та культуру.

## Походження терміна
Назва camp походить від французького se camper, що означає «приймати позу надмірної манірності». Оксфордський словник англійської мови наводить перше визначення camp 1909 року: «показний, перебільшений, удаваний, театральний; жінкуватий чи гомосексуальний; той, що належить, характерний гомосексуалам. Як іменник — це кемп як поведінка, манірність тощо; людина, яка демонструє таку поведінку».
Етимологія залишається не зовсім зрозумілою.
Пізніше слово використовувалося для позначення естетичних уподобань та поведінки гомосексуальних чоловіків робітничого класу. Зрештою, з проникненням позначуваних словом явищ у культурний мейнстрім, воно стало самостійним визначенням, яке американська художня критикиня Сьюзен Зонтаґ зафіксувала в «Нотатках про кемп».
Постмодернізм перетворив кемп на якийсь загальний тип чутливості, який не приписувався якійсь вузькій групі. Спочатку ж кемп був відмінною рисою чоловічих гей-спільнот епохи, що передувала Стоунволлським бунтам. В основі цієї чутливості — сприйняття гомосексуальності як жіночності (соціальні ролі, в яких вона втілюється). Два ключових компоненти кемпу являли собою патерни жіночої поведінки, що англомовним сленгом позначаються swish (плавна жіночна хода, м'які жести, фальцет, характерна лексика) і дреґ (англ. drag; носіння одягу, що стійко асоціюється з певною гендерною роллю, особою іншого гендеру). Для цих компонентів характерно використання елементів жіночності в перебільшеній до неприродності, гротескній мірі, що відкрило шлях для ширшого розуміння кемпу — тепер до нього включають образи і деяких голлівудських акторок, які володіють тими ж рисами (Кармен Міранда). Саме в такому розумінні кемп стає частиною концептуального апарату художньої та літературної критики 1960-х.

## Специфіка кемпу
Кемп як особливий тип чутливості характеризується певним співвідношенням естетичних категорій краси та потворності, серйозного та фривольного, наївності та маньєризму, стилю та змісту.
Домінанти кемпу — фривольність (гра), надмірність форми, підкреслена свідома орієнтація на штучність і естетизм, що відсуває, затемнює зміст.
Тричастинний поділ Сьюзен Зонтаґ у «Нотатках про кемп» дозволяє окреслити контури цієї чутливості. Якщо перша, класична чутливість (висока культура: «Іліада», комедії Арістофана, Рембрандт, «Божественна комедія», Сократ, Христос) підпорядковує естетичну сторону моралі (її дилем, суперечностей тощо), друга, «авангардна» існує в напрузі між естетичною пристрастю і мораллю, оспівуючи потворне, аморальне (Сад, Рембо, Кафка, Арто), то третя чутливість — кемп — виключає моральний бік, будь-яку серйозність, трагедію, залишаючи естетичний бік, отже, стає розважальною.
Невід'ємні в кемпі його штучність, манірність, пишна форма. Твору не вдається стати артефактом кемпівської естетики, якщо він хороший, вдалий, серйозний, позбавлений маргінальності. «Кемп — це послідовно естетичне світосприйняття. Він утілює перемогу стилю над змістом, естетики над мораллю, іронії над трагедією».
Відступаючи від серйозності, від змісту, зосереджуючись на естетичному боці, кемп є такою чутливістю, яка не є стилем, але здатністю сприймати інші стилі, бачити все в лапках цитації: річ як «виконання ролі». Кемп — насолода естетичною стороною, штучністю, що сягає вульгарності, за відомим визначенням Зонтаґ — «дендизм у добу масової культури». Часто ілюстрацією кемпу слугують образи музичних виконавців і акторів, що вирізняються перебільшеними сексуальними характеристиками, коли жіночність і мужність стають набором акцентованих рис — за ними втрачається сам носій, і це позбавляє їх сенсу; приклади — Джина Лоллобриджида, Стів Рівз.

## Різниця між кемпом та кічем
Кемп та кіч ставлять близько. Підставами для їх уподібнення вказують властиві обом відступ від важкого, глибокого, потяг до легкозасвоюваного, поганий смак. Однак із останнім кемп пов'язують не завжди.
Кіч часто ототожнюють із поганим смаком. Кемп же розуміють як навмисний кіч, кіч у лапках — це естетизація поганого, відразливого, і в такому вигляді отримання від нього задоволення. Кемпівські речі для тих, хто не ставиться до нього серйозно — по суті кічеві. Тому про кемп кажуть як про сприйняття будь-якого естетичного об'єкта або життєвий стиль, тоді як кіч стосується самого об'єкта, його виконання. Кемп не можна задумати або виконати — але це можливо з кічем, і такий об'єкт можна сприйняти як кемпівський.

## Кемп у культурі
Естетику кемпу можна виявити багато в чому з того, що складає багаж сучасної популярної культури. Це насамперед телесеріали: «Сімейка Адамсів», «Зоряний шлях: Оригінальний телесеріал», «Бетмен», «Месники», «Янголи Чарлі», «Напруж звивини», «Острів Гіллігана», «Острів фантазій» приваблюють глядача XXI-го століття саме тим, що dsy інтерпретує як кемп-аспекти цих продуктів. У ранні 1960-ті, час переходу до кольорового телебачення, телеефір прагнули наповнити розважальним контентом, який би використав переваги нової технології. Так з'явилися телевізійні серіали з відмінною естетикою: яскраві кольори, високий рівень стилізації (мильні опери, шоу «Бетмен»). Шоу Cheap Seats — приклад використання кемпу: двоє представників покоління X, брати, роблять гумористичні огляди спортивних подій 1970-х, цікавих у 2000-і саме своїми кемпівськими рисами (спроби з'єднати балет із катанням на лижах, гра відомої баскетбольної команди в тюрмі штату Нью-Йорк, регіональний реслінг). Девід Лінч і Марк Фрост у «Твін Пікс» часто свідомо — за допомогою образів героїв та різних ситуацій — створюють атмосферу кемпу.
Яскравий представник кемпу в кіно — кінорежисер Джон Вотерс, який популяризував його у своїх кінострічках «Рожеві фламінго», «Лак для волосся», «Жіночі проблеми», «Поліестер» та інших.
Як відбиття кемпу в дизайні іноді розглядають деякі дворові декорації, поширені в передмістях Америки, наприклад, пластиковий рожевий фламінго, садовий гном, жокей, фігурки білохвостого оленя, а також морозивний торт від Carvel.
У музиці іконою кемпу вважають англійську співачку Дасті Спрингфілд за розроблений нею імідж; південнокорейський репер PSY використовує естетику кемпу у своїх музичних відеокліпах, також у своїх виступах використовують її популярні виконавці Mika і Кайлі Міноуг. До кемпу належить стиль мюзик-холу та англійської пантоміми, декор входів паризького метро Ектора Ґімара.